# Josep Jorba Ventura
Josep Jorba Ventura (Reus, 1895 - a l'exili, meitat del segle XX) va ser un funcionari i periodista català.
Fill de Jaume Jorba, conegut propietari d'una fonda de Reus, s'afilià des de molt jove, a la Joventut Nacionalista Republicana, la branca juvenil de Foment Nacionalista Republicà, i col·laborà en el seu portaveu, Catalunya Nació. Més endavant es va incorporar a la redacció de Las Circunstancias, diari d'ideologia republicana, i en va arribar a ser director, càrrec que va mantenir fins al 1926. Va ser un dels fundadors de l'Associació de la Premsa de Reus. Unes oposicions el van portar a ser funcionari al Departament de Finances de la Generalitat republicana, i el 1933 es va afiliar a l'Associació de Funcionaris de la Generalitat de Catalunya (AFGC). Va ser president d'aquesta associació a Tarragona. Pels fets d'octubre de 1934 va ser detingut i empresonat a un vaixell-presó instal·lat al port de Tarragona, però en sortí a finals d'aquell any. Durant la guerra civil va tenir un paper destacat en l'organització de l'AFGC-UGT que actuava seguint les directrius del PSUC. Acabada la guerra, s'exilià, probablement a Mèxic, on va morir en data desconeguda.